# Jonathan Ríos
Jonathan Ríos, vollständiger Name Jonathan Damián Ríos Núñez, (* 14. April 1990) ist ein uruguayischer Fußballspieler.

## Karriere
Der je nach Quellenlage 1,74 Meter oder 1,78 Meter große Mittelfeldakteur Ríos bestritt in der Apertura 2007 und der Clausura 2008 insgesamt 25 Spiele (kein Tor) für Deportivo Petare. In der Saison 2008/09 sind 15 Ligaeinsätze und zwei Tore beim Monagas Sport Club für ihn verzeichnet. Im Jahr 2009 absolvierte er außerdem in der Apertura neun Partien für den Aragua FC. Mindestens in den Spielzeiten 2010/11 und seit 2013/14 stand er bei Miramar Misiones unter Vertrag. Dort absolvierte er 2010/11 17 und 2013/14 19 Spiele in der Primera División. In der Zweitligaspielzeit 2014/15 kam er 16-mal (kein Tor) in der Liga zum Einsatz. Auch in der Saison 2015/16 bestritt er zwölf Spiele (zwei Tore) für den Zweitligisten. In der Saison 2016 kam er dreimal (kein Tor) zum Einsatz.